# Namibiavis
Namibiavis es un género extinto de hoacín primitivo hallado en depósitos fósiles del Mioceno Medio (hace cerca de 16 millones de años) de Namibia. Fue extraído en la zona de Arrisdrift, al sur de Namibia. Fue descrito y nombrado por Cécile Mourer-Chauviré en 2003 y la especie tipo es Namibiavis senutae. Estudios recientes (Mayr et al., 2011) muestran que contrariamente a lo que se supuso, esta ave no pertenece a las Gruiformes, sino que de hecho es un tipo de hoacín, el primero descubierto fuera de América.